# Borås Basket
El Borås Basket es un club de baloncesto profesional de la ciudad de Borås, que milita en la Basketligan, la máxima categoría del baloncesto sueco. Disputa sus partidos en el Boråshallen, con capacidad para 3,000 espectadores.

## Historia
El club fue fundado en 1952 por la asociación KFUM Borås. En la temporada 1999-2000, el equipo estuvo patrocinado por el legendario exbase de Los Angeles Lakers, Magic Johnson, pasándose a llamar Magic M7 Borås. Magic llegó a disputar cinco partidos con el equipo desde octubre hasta enero.
El equipo disputó la Copa Korać en las temporadas 1994-1995, 1995-1996 y 1999-2000, siendo su mayor logro llegar a los dieciseisavos de final en el año 2000. En 2014, tras 14 años de ausencia, participaron en la FIBA EuroChallenge, no pudiendo pasar de la fase de grupos. En las temporadas 2015-2016 y 2017-2018, disputaron la FIBA Europe Cup, llegando al last-32 en 2016 y no pudiendo pasar de 1ª ronda en 2018.
Los jugadores más conocidos que han pasado por el club han sido el alero sueco Jonas Jerebko (2005-2006), actualmente en los Golden State Warriors, el base estadounidense Trevor Ruffin (1999-2000), ex-Phoenix Suns y Philadelphia 76ers y el escolta estadounidense Greg Graham (1999-2000), ex-Philadelphia 76ers, New Jersey Nets, Seattle SuperSonics y Cleveland Cavaliers.

## Nombres
- Borås/Marbo Basket (1952-1999)
- Magic M7 Borås (1999-2000)
- Borås/Marbo Basket (2000-2007)
- Borås Basket (2007–presente)

## Resultados en la Liga Sueca
| Temporada | División | Liga        | Posición        | Play-Offs        | Competición Europea                    |
| --------- | -------- | ----------- | --------------- | ---------------- | -------------------------------------- |
| 2000-01   | 2ª       | BasketEttan | 10º (Grupo Sur) | –                | –                                      |
| 2001-02   | 3ª       | D2          | –               | Ascenso          | –                                      |
| 2002-03   | 2ª       | BasketEttan | –               | –                | –                                      |
| 2003-04   | 2ª       | BasketEttan | 7º (Grupo Sur)  | –                | –                                      |
| 2004-05   | 2ª       | BasketEttan | 3º              | Semifinales      | –                                      |
| 2005-06   | 2ª       | BasketEttan | 1º (Grupo Sur)  | Campeones        | –                                      |
| 2006-07   | 2ª       | BasketEttan | 1º (Grupo Sur)  | Ascenso          | –                                      |
| 2007-08   | 1ª       | Basketligan | 9º              | –                | –                                      |
| 2008-09   | 1ª       | Basketligan | 10º             | –                | –                                      |
| 2009-10   | 1ª       | Basketligan | 8º              | Cuartos de final | –                                      |
| 2010–11   | 1ª       | Basketligan | 7º              | Cuartos de final | –                                      |
| 2011–12   | 1ª       | Basketligan | 4º              | Semifinales      | –                                      |
| 2012–13   | 1ª       | Basketligan | 5º              | Cuartos de final | –                                      |
| 2013–14   | 1ª       | Basketligan | 2º              | Semifinales      | –                                      |
| 2014–15   | 1ª       | Basketligan | 2º              | Semifinales      | 3ª FIBA EuroChallenge - Fase de grupos |
| 2015–16   | 1ª       | Basketligan | 4º              | Semifinales      | 3ª FIBA Europe Cup - Last-32           |
| 2016–17   | 1ª       | Basketligan | 5º              | Cuartos de final | –                                      |
| 2017–18   | 1ª       | Basketligan | 6º              | Semifinales      | 4ª FIBA Europe Cup - 1ª Ronda          |
| 2018–19   | 1ª       | Basketligan | 2º              | Finalista        | –                                      |
| 2019–20   | 1ª       | Basketligan | 1º              | Campeones        | 4ª FIBA Europe Cup - 1ª Ronda          |

## Borås Basket en competiciones europeas
Copa Korać 1994-95
| 1ª Ronda | UMF Grindavík | Borås Basket | 96-108 | 97-105 |  |
| 2ª Ronda | Borås Basket  | Tofaş        | 76-81  | 74-68  |  |

Copa Korać 1995-96
| 1ª Ronda | Borås Basket | Crystal Palace | 96-77  | 72-58 |  |
| 2ª Ronda | Borås Basket | Borovica       | 78-117 | 83-76 |  |

Copa Korać 1999-00
| Fase de grupos         | Magic M7 Borås | Neptūnas       | 97-74 | 77-83 |  |
| Fase de grupos         | Magic M7 Borås | Pogoń          | 86-85 | 98-97 |  |
| fase de grupos         | Kouvot         | Magic M7 Borås | 71-92 | 84-67 |  |
| Dieciseisavos de Final | Maroussi       | Magic M7 Borås | 89-74 | 81-75 |  |

FIBA EuroChallenge 2014-15
| Fase de grupos | Bakken Bears      | Borås Basket  | 79-86 | 90-70   |
| Fase de grupos | Borås Basket      | Okapi Aalstar | 67-91 | 119-118 |
| Fase de grupos | Fraport Skyliners | Borås Basket  | 70-72 | 72-87   |

FIBA Europe Cup 2015-16
| Fase de grupos | Borås Basket         | FoxTown Cantù | 101-81 | 94-72 |
| Fase de grupos | ECE Bulls Kapfenberg | Borås Basket  | 80-85  | 84-82 |
| Fase de grupos | STB Le Havre         | Borås Basket  | 87-76  | 74-80 |
| Last-32        | Telenet Oostende     | Borås Basket  | 94-68  | 86-89 |
| Last-32        | Borås Basket         | Türk Telekom  | 86-114 | 92-72 |
| Last-32        | WKS Śląsk Wrocław    | Borås Basket  | 81-86  | 80-75 |

FIBA Europe Cup 2017-18
| 1ª Ronda | Borås Basket | Egis Körmend | 61-78 | 85-72 |  |

## Palmarés

### Liga
- Basketligan

-   -  Campeones (1): 2020

-   - Subcampeones (2): 1997, 2000

- BasketEttan

-   -  Campeones (1): 2006
  -  Campeones Grupo Sur (1): 2006, 2007

### Internacional
- FIBA Europe Cup:
  - Last-32 (1): 2015-16
- Copa Saporta
  - Dieciseisavos de final (1): 1999-2000

## Jugadores destacados
| - William Pessoa - Marin Mornar - Toni Vitali - Adama Darboe - Peter Strom - Roope Ahonen - Samuel Haanpää - Veli Taatila - Kojo Mensah-Bonsu - Jakob Sigurðarson - Andrzej Gajewski - Eddie Alm - Robin Alm - Anton Almqvist - Fredrik Andersson - John Brandmark - Andreas Carlsson - Henrik Carlsson - Joakim Forsman - Mattias Göransson | - Wictor Grenthe - Simon Gunnarsson - William Gutenius - Tim Håkansson - Ludvig Johansson - Jonas Larsson - Per Liljenbäck - Emil Lundstedt - Per Lundström - Christian Maråker - Jim Nyström - Andreas Person - Jonathan Person - Martin Ringström - Serkan Salçuk - Kyle Austin - Brett Bisping - Ronnie Boggs - Cypheus Bunton - Greg Graham | - Nimrod Hilliard IV - Shaquille Hines - Magic Johnson-5 partidos - Chris Lewis - Kellen McCoy - Ryan McDade - Christopher McKnight - James Miller - Mike Moore - E.J. Reed - Trevor Ruffin - Jerome Seagears - Rodríguez Sherman - Jyles Smith - Dennis Springs - Deonta Stocks - Marcus Tyus - James Washington - Trayvonn Wright - Michael Kingma | - Mirsad Dubo - Nermin Mešanović - Nermin Osmanbegović - Miloš Paravinja - Mikko Riipinen - Brian Fitzpatrick - Emin Hoxha - Momčilo Latinović - Toni Caktas - Jonas Jerebko - Omar Zaghdene - Jason Thomas - Ryan Zamroz - Terrence Oglesby - Omar Krayem - Mike Palm |